# Henrique Jorge
Henrique Jorge é um bairro da Zona Oeste do município brasileiro de Fortaleza, capital do Ceará. Até 2020, pertencia à Secretaria Executiva Regional III. Mas após o decreto municipal N° 14.899, de 31 de dezembro de 2020, que criou novas subprefeituras e as subdividiu em territórios, o bairro passou a fazer parte do Território 37 da Regional 11.

## Etimologia
O nome do bairro vem de um músico que fez parte da história local, também chamado Henrique Jorge, que era amigo de Antônio Sales e Rachel de Queiroz.

## História

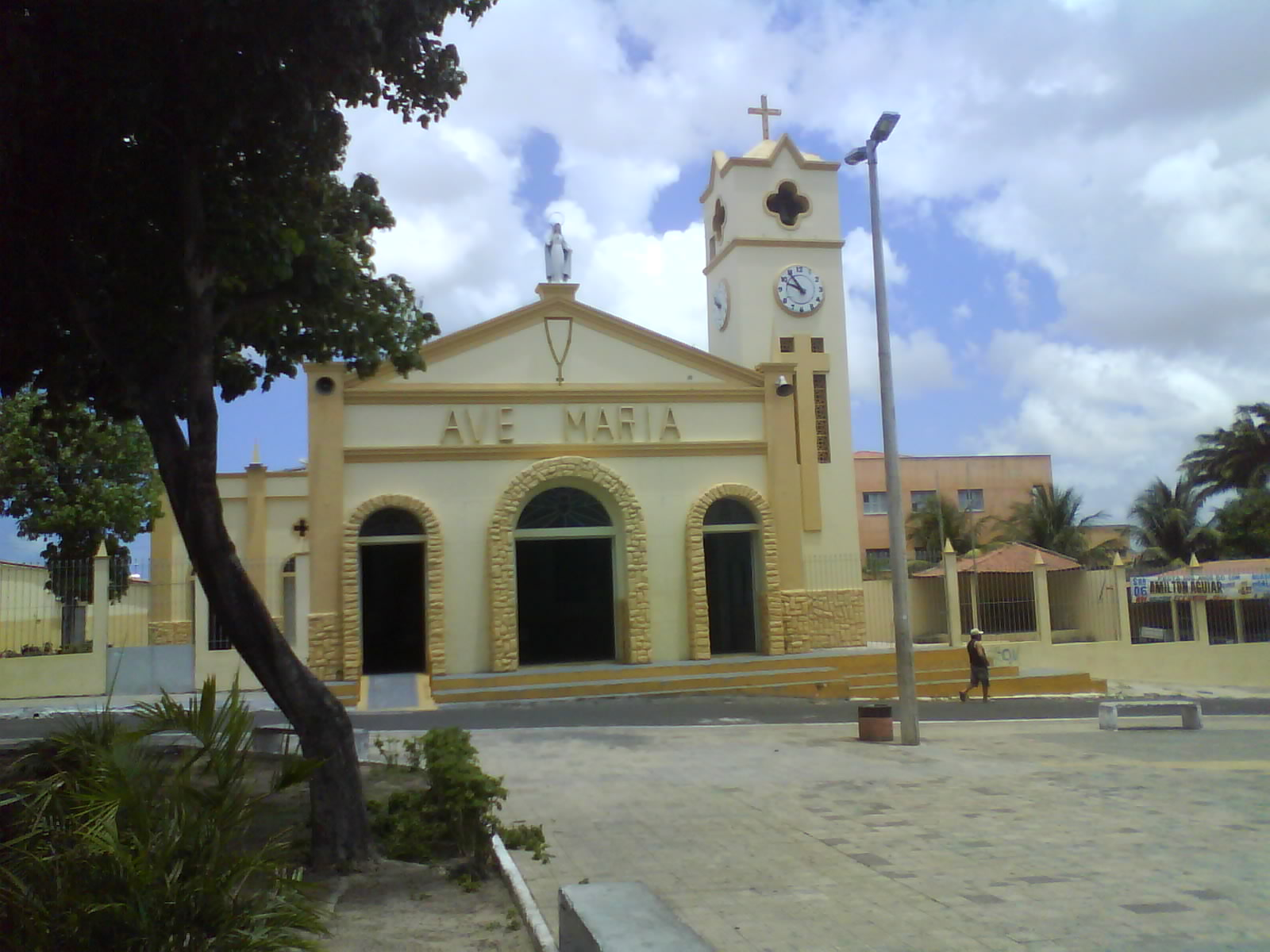
Paróquia do Imaculado Coração de Maria, igreja tradicional do bairro

A história deste bairro retorna ao século XIX, quando suas terras faziam parte da Parangaba e na área transitavam os rebanhos de gado pela estrada Barro Vermenho-Parangaba. Essa estrada ligava o Barro Vermelho (Antônio Bezerra) – Parangaba. Nos dias de hoje, ainda é possível de se ver o restante desta estrada, que agora é denominada Estrada do Pici, e que é um dos limites do bairro, bem como a casa centenária localizada ao lado Centro Social Urbano César Cals e o Riacho Cachoeirinha.
Nos anos 1920, o advogado Daniel de Queiroz Lima, pai da escritora Rachel de Queiroz, adquiriu o Sitio do Pici, que localiza-se no território desse bairro, como sítio de veraneio para sua família. O casarão centenário do Sítio do Pici, ou Sítio do Papai, ainda existe e está localizado na Rua Antonio Ivo. A área do sítio foi loteada nos anos 1970, expandindo assim os limites do bairro.
Nos anos 1950, foi construído um conjunto habitacional para os sargentos do 23° Batalhão de Comando, denominado Casa Popular, com os seguintes limites: ao norte rua Prof. Edigar de Arruda; ao leste rua Prof. Heribaldo Costa; ao sul rua Porto Alegre e ao oeste ao rua Maceió.
Nos anos 1970, com a expansão imobiliária, expandiu os limites deste para as ruas Teresina, Franco Rocha, Heribaldo Costa, 30 de Outubro, Brigadeiro Torres, Porto Velho, Matos Dourado, Chuí, Rio Maranguapinho, São Luís, Belém e Av. Perimetral.

## Acesso
O Henrique Jorge possui uma boa conexão de transporte coletivo, o que possibilita acessar o Centro de Fortaleza via terminais Antônio Bezerra ou Parangaba; bem como outros bairros limítrofes, como o Conjunto Ceará, a Granja Portugal o Autran Nunes e o Dom Lustosa, além de ter uma linha própria de ônibus.

## Estabelecimentos comerciais
O bairro abriga diversas redes de supermercados, farmácias, academias, pólo de confecções, destacando-se as indústrias de tecidos e roupas, entre outros tipos de unidade comercial.

## Instituições
O bairro conta com cerca de dez colégios e creches  particulares e seis colégios públicos. Também sedia o Centro Comunitário César Cals, da Regional III, que dispõe de postos de saúde e atividades esportivas como natação, futebol e basquete, e culturais, como break dance.